# Saison 3 d'Entourage
Chronologie
Saison 2 Saison 4
Cet article présente le guide des épisodes de la troisième saison de la série télévisée américaine Entourage.

## Généralités
Cette saison est divisée en deux parties, douze épisodes à l'été 2006, puis huit épisodes au printemps 2007. La quatrième saison débute deux semaines après la finale.

## Épisodes

### Épisode 1:Supermaman
- États-Unis : 11 juin 2006
- France : date inconnue

- Emmanuelle Chriqui (Sloan)
- Rex Lee (Lloyd)
- Perrey Reeves (La femme d'Ari)
- Maria Menounos (elle-même)
- Kate Albrecht (Christy)
- James Cameron (lui-même)
- James Woods (lui-même)
- Mercedes Ruehl (Mme Chase)
- Amanda Righetti (Katrina)
- Ashley Madison (Tiffany)

### Épisode 2:Un après-midi dans la vallée
- États-Unis : 18 juin 2006

- Rex Lee (Lloyd)
- Perrey Reeves (La femme d'Ari)
- Adam Wylie (Jay)
- Samm Levine (Reggie)
- Jareb Dauplaise (Kessler)
- Nora Dunn (Dr Marcus)

### Épisode 3:Dominés
- États-Unis : 25 juin 2006

- Perrey Reeves (La femme d'Ari)
- Cole Petersen (Max Ballard)
- Domenick Lombardozzi (Dom)
- Cassidy Lehrman (Sarah Gold)
- Kate Albrecht (Christy)

### Épisode 4:La Route de Bogota
- États-Unis : 2 juillet 2006

- Perrey Reeves (La femme d'Ari)
- Rex Lee (Lloyd)
- Bruno Kirby (Phil Rubenstein)
- Domenick Lombardozzi (Dom)

### Épisode 5:Un coup à jouer
- États-Unis : 9 juillet 2006

- Rex Lee (Lloyd)
- Constance Zimmer (Dana Gordon)
- Paul Ben-Victor (Alan Gray)
- Perrey Reeves (La femme d'Ari)
- Penny Marshall (elle-même)
- Saigon (lui-même)
- Paul Haggis (lui-même)
- Cassidy Lehrman (Sarah Gold)
- Cole Petersen (Max Ballard)

### Épisode 6:La Partie à trois
- États-Unis : 16 juillet 2006

- Rex Lee (Lloyd)
- Emmanuelle Chriqui (Sloan)
- Paul Ben-Victor (Alan Gray)
- Constance Zimmer (Dana Gordon)
- Malin Akerman (Tori)

### Épisode 7:Étrange Journée
- États-Unis : 23 juillet 2006

- Perrey Reeves (La femme d'Ari)
- Seth Green (Lui-même)
- Emmanuelle Chriqui (Sloan)
- Cameron Richardson (Lindsay)
- Malcolm McDowell (Terrance)
- Malin Åkerman (Tori)
- Melinda Clarke (elle-même)
- Jordan Belfi (Adam Davies)

### Épisode 8:L'Art et l'argent
- États-Unis : 30 juillet 2006

- Malcolm McDowell (Terrance)
- Edward Burns (lui-même)
- Beverly D'Angelo (Barbara MIller)
- Rhys Coiro (Billy Walsh)
- Rex Lee (Lloyd)

### Épisode 9:Ken aux mains d'argent
- États-Unis : 6 août 2006

- Beverly D'Angelo (Barbara Miller)
- Seth Green (Lui-même)
- Johann Urb (Ken)
- Emmanuelle Chriqui (Sloan)
- Paul Willson (homme à la table de Black Jack)

### Épisode 10:Les Souvenirs de Bob
- États-Unis : 13 août 2006

- Martin Landau (Bob Ryan)
- Omar J. Dorsey (Omar)
- Hassan Johnson (Bunky)
- Edward Burns (lui-même)
- Beverly D'Angelo (Barbara Miller)
- Rex Lee (Lloyd)
- Saigon (lui-même)

### Épisode 11:Jury à vendre
- États-Unis : 20 août 2006

- Martin Landau (Bob Ryan)
- Edward Burns (lui-même)
- Beverly D'Angelo (Barbara Miller)
- Rex Lee (Lloyd)

### Épisode 12:Pas de quoi rire, Ari
- États-Unis : 27 août 2006

- Martin Landau (Bob Ryan)
- Beverly D'Angelo (Barbara Miller)
- Rex Lee (Lloyd)
- Joshua LeBar (Josh Weinstein)
- Paul Ben-Victor (Allan Grey)
- Constance Zimmer (Dana Gordon)

### Épisode 13:Cadeau d'anniversaire
- États-Unis : 8 avril 2007

- Rex Lee (Lloyd)
- Joel Silver (lui-même)
- Emmanuelle Chriqui (Sloan)
- Carla Gugino (Amanda Daniels)

### Épisode 14:Voyage entre amis
- États-Unis : 15 avril 2007

- Rex Lee (Lloyd)
- Emmanuelle Chriqui (Sloan)
- Carla Gugino (Amanda Daniels)
- Perrey Reeves (la femme d'Ari)
- Busy Philipps (Cheryl)
- Cameron Richardson (Lindsay)

### Épisode 15:Une décision à prendre
- États-Unis : 22 avril 2007

- Rex Lee (Lloyd)
- Perrey Reeves (la femme d'Ari)
- Carla Gugino (Amanda Daniels)
- Beverly D'Angelo (Barbara Miller)
- Bryan Callen (Rob Rubino)
- Nora Dunn (Dr Marcus)

### Épisode 16:Une réputation à préserver
- États-Unis : 29 avril 2007

- Rex Lee (Lloyd)
- Carla Gugino (Amanda Daniels)
- Perrey Reeves (la femme d'Ari)
- Artie Lange (Scott Siegel)
- Chuck Liddell (lui-même)
- Pauly Shore (lui-même)
- Bruce Buffer (le speaker du combat)
- Leslie Bibb (Laurie)
- Sydney Park (la fille scout)

### Épisode 17:Une course pour la gloire
- États-Unis : 6 mai 2007

- Edward Burns (Lui-même)
- Carla Gugino (Amanda Daniels)
- Perrey Reeves (la femme d'Ari)
- Adam Goldberg (Nick Rubenstein)
- Harris Yulin (Arthur Gatoff)
- Shelley Berman (Oncle Shelley)
- Caroline Aaron (Sheila Rubenstein)
- Cassidy Lehrman (Sarah Gold)

### Épisode 18:Medellin à tout prix
- États-Unis : 13 mai 2007

- Rex Lee (Lloyd)
- Michael Lerner (Joe Roberts)
- Michael Hitchcock (Paul Schneider)
- Lauren London (Kelly)

### Épisode 19:L'Épouse du prince
- États-Unis : 20 mai 2007

- Rex Lee (Lloyd)
- Assaf Cohen (Yair Marx)
- Brett Ratner (Lui-même)
- Ryan Eggold (un acteur de Five Towns)
- Branka Katić (Nika Marx)
- Marisa Miller (Elle-même)

### Épisode 20:Adios amigos
- États-Unis : 3 juin 2007

- Rex Lee (Lloyd)
- Emmanuelle Chriqui (Sloan)
- Rhys Coiro (Billy Walsh)
- Adam Goldberg (Nick Rubenstein)
- Ailsa Marshall (la copine de Nick)
- Roxy Jezel (l'actrice porno)
- Monique Alexander (Elle-même)
- Debi Mazar (Shauna)